# Goon Sqwad
Goon Sqwad — американская хип-хоп-группа из Детройта. Коллектив работал с Эминемом на треке участника группы Trick-Trick, а также принимал участие над созданием и других альбомов рэпера. На дебютном альбоме группы From Death в качестве гостя появился участник D12 Proof.

## Дискография

### Студийные альбомы
- 1996: From Death[2]
- 1996: Booty Bounce[2]
- 1996: Everywhere We Go[2]
- 1996: G 4 Life[2]
- 1996: The Compilation[2]

### Сборники
- 1994: Do Dat Thang (With Nasty Clan)[2]
- 2005: Diamond Grills (With various artists)[2]